# 珀涅羅珀撞擊坑

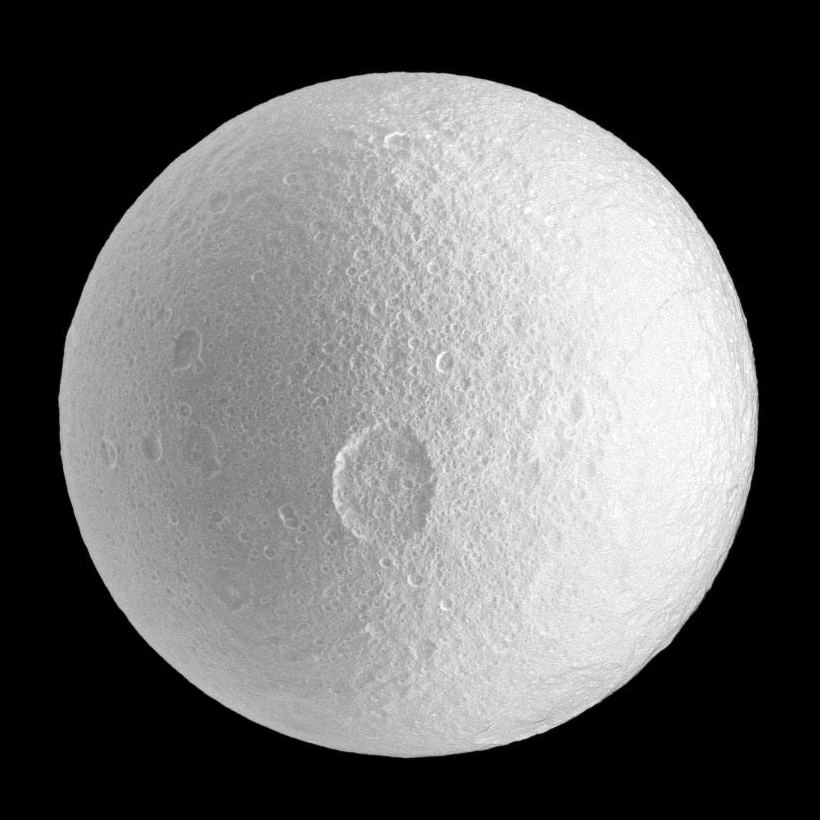
珀涅羅珀撞擊坑

珀涅羅珀撞擊坑（Penelope）是土星衛星土衛三上第四大撞擊坑。該撞擊坑直徑208公里，位於赤道附近，中心座標10.8°S, 249.2°W。它的位置大致是在土衛三最大撞擊坑奧德修斯撞擊坑的對蹠點。
珀涅羅珀是荷馬史詩《奥德赛》主角奧德修斯的妻子。

## 外部連結
- Cassini images of Melanthius Crater （页面存档备份，存于）